# Сен-Жуст (Ер)
Сен-Жуст (фр. Saint-Just) — колишній муніципалітет у Франції, у регіоні Нормандія, департамент Ер. Населення — 1306 осіб (2011).
Муніципалітет був розташований на відстані близько 75 км на північний захід від Парижа, 45 км на південний схід від Руана, 24 км на північний схід від Евре.

## Історія
До 2015 року муніципалітет перебував у складі регіону Верхня Нормандія. Від 1 січня 2016 року належав до нового об'єднаного регіону Нормандія.
1 січня 2017 року Сен-Жуст, Ла-Шапель-Реанвіль i Сен-П'єрр-д'Отій було об'єднано в новий муніципалітет Ла-Шапель-Лонгвіль.

## Демографія
Динаміка населення (INSEE ):
Розподіл населення за віком та статтю (2006):
| Стать | Всього | До 15 років | 15-24 | 25-44 | 45-64 | 65-85 | Понад 85 |
| --- | ------ | ----------- | ----- | ----- | ----- | ----- | -------- |
| Чоловіки | 704    | 164         | 92    | 140   | 232   | 72    | 4        |
| Жінки | 628    | 140         | 52    | 156   | 200   | 76    | 4        |
| \| Статево-вікова піраміда \| Статево-вікова піраміда \| Статево-вікова піраміда \| \| ----------------------- \| ----------------------- \| ----------------------- \| \| Чоловіки \| Вік \| Жінки \| \| 4 \| 85 + \| 4 \| \| 12 \| 80-84 \| 20 \| \| 24 \| 75-79 \| 16 \| \| 16 \| 70-74 \| 12 \| \| 20 \| 65-69 \| 28 \| \| 44 \| 60-64 \| 28 \| \| 64 \| 55-59 \| 76 \| \| 48 \| 50-54 \| 48 \| \| 76 \| 45-49 \| 48 \| \| 72 \| 40-44 \| 52 \| \| 28 \| 35-39 \| 56 \| \| 16 \| 30-34 \| 28 \| \| 24 \| 25-29 \| 20 \| \| 36 \| 20-24 \| 20 \| \| 56 \| 15-20 \| 32 \| \| 80 \| 10-14 \| 44 \| \| 48 \| 5-9 \| 44 \| \| 36 \| 0-4 \| 52 \| |        |             |       |       |       |       |          |
| Статево-вікова піраміда |        |             |       |       |       |       |          |
| Чоловіки | Вік    | Жінки       |       |       |       |       |          |
| 4 | 85 +   | 4           |       |       |       |       |          |
| 12 | 80-84  | 20          |       |       |       |       |          |
| 24 | 75-79  | 16          |       |       |       |       |          |
| 16 | 70-74  | 12          |       |       |       |       |          |
| 20 | 65-69  | 28          |       |       |       |       |          |
| 44 | 60-64  | 28          |       |       |       |       |          |
| 64 | 55-59  | 76          |       |       |       |       |          |
| 48 | 50-54  | 48          |       |       |       |       |          |
| 76 | 45-49  | 48          |       |       |       |       |          |
| 72 | 40-44  | 52          |       |       |       |       |          |
| 28 | 35-39  | 56          |       |       |       |       |          |
| 16 | 30-34  | 28          |       |       |       |       |          |
| 24 | 25-29  | 20          |       |       |       |       |          |
| 36 | 20-24  | 20          |       |       |       |       |          |
| 56 | 15-20  | 32          |       |       |       |       |          |
| 80 | 10-14  | 44          |       |       |       |       |          |
| 48 | 5-9    | 44          |       |       |       |       |          |
| 36 | 0-4    | 52          |       |       |       |       |          |

## Економіка
2010 року серед 877 осіб працездатного віку (15—64 років) 623 були активними, 254 — неактивними (показник активності 71,0%, у 1999 році було 70,7%). З 623 активних мешканців працювало 585 осіб (322 чоловіки та 263 жінки), безробітними було 38 (13 чоловіків та 25 жінок). Серед 254 неактивних 104 особи були учнями чи студентами, 79 — пенсіонерами, 71 була неактивною з інших причин.

У 2010 році в муніципалітеті числилось 467 оподаткованих домогосподарств, у яких проживали 1340,5 особи, медіана доходів виносила 23 355 євро на одного особоспоживача